# Marek Láska
Marek Láska (* 22. července 1970) je bývalý český fotbalový brankář.

## Fotbalová kariéra
V české lize hrál za FK Teplice. Nastoupil v 1 ligovém utkání. V nižších soutěžích chytal i za FK Ústí nad Labem a SK Spolana Neratovice.

## Ligová bilance
| Ročník                          | Zápasy | Góly | Klub                  |
| ------------------------------- | ------ | ---- | --------------------- |
| 2. česká fotbalová liga 1995/96 | 6      | 0    | FK Ústí nad Labem     |
| 2. česká fotbalová liga 1996/97 | 30     | 0    | FK Ústí nad Labem     |
| Gambrinus liga 1997/98          | 1      | 0    | FK Teplice            |
| 2. česká fotbalová liga 1999/00 | 4      | 0    | SK Spolana Neratovice |
| CELKEM česká 1. liga            | 1      | 0    |                       |